# Crikey
Crikey es una revista digital australiana, enfocada en la política consta de un sitio web y un boletín electrónico disponible para los suscriptores. En 2014 tenía alrededor de 17.000 suscriptores de pago.

## Historia

### Stephen Mayne
Crikey fue fundado por el activista Stephen Mayne, periodista y exmiembro del personal del entonces primer ministro liberal victoriano Jeff Kennett . Desarrollada a partir del sitio web "jeffed.com" de Mayne que, a su vez, había sido creado para su abortada campaña de candidato independiente para el escaño de Kennett en Burwood . Los comentaristas-reporteros políticos de Crikey han incluido al exmiembro liberal Christian Kerr (que originalmente escribió bajo el seudónimo de "Hillary Bray" ), Guy Rundle, Charles Richardson, Bernard Keane, Mungo MacCallum y Hugo Kelly.
En 2003, Mayne se vio obligado a vender su casa para resolver los casos de difamación presentados por el locutor de radio Steve Price y el exsenador de ALP Nick Bolkus por declaraciones falsas publicadas sobre ellos por Crikey.

### Private Media Partners
El 1 de febrero de 2005, Stephen Mayne vendió Crikey a Private Media Partners, una empresa propiedad del ex editor en jefe de The Sydney Morning Herald, Eric Beecher, por 1 millón de dólares australianos. Según el acuerdo, Mayne podría escribir, ocasionalmente, para el boletín electrónico.
Bajo la dirección de Private Media Partners, la publicación buscaba un estilo más "profesional" evitando el uso de apodos internos y otras idiosincrasias del Crikey original. En febrero de 2006, The Age informó que uno de los  cofundadores y escritor, Hugo Kelly, había sido despedido por mala conducta profesional, sin embargo Kelly mantuvo que Crikey se había rendido ante la presión política.
En 2022 Lachlan Murdoch inició una demanda contra Crikey por difamación, ya que un artículo de Bernard Keane  sugería que "Murdoch" era un "conspirador no acusado" en los sucesos del 6 de enero. Asalto al Capitolio de los Estados Unidos de 2021 .